# Hilarie Burton
Hilarie Ross Burton, född 1 juli 1982 i Sterling i Virginia, är en amerikansk skådespelare, affärskvinna, författare och producent. 

## Biografi
Efter att ha flyttat till New York efter high school fick hon jobbet som VJ på MTV:s Total Request Live. Hennes mest kända roll är som Peyton Sawyer i serien One Tree Hill (2003–2009) där hon medverkade i de sex första säsongerna. Parallellt med One Tree Hill spelade hon en av huvudpersonerna Bobbie i dramafilmen Our Very Own (2005). Under 2007 medverkade hon även som Alicia i skräckfilmen Solstice och som Jo Johnston i thrillern The List. Burton har genom åren även synts i serier som White Collar (2010-2013) där hon spelade försäkringsbolagsutredaren Sara Ellis, Grey's Anatomy (2013) i rollen som Dr. Lauren Boswell samt i serien Lethal Weapon (2016) som Karen Palmer. Sedan 2021 driver hon podcasten Drama Queens tillsammans med de två tidigare kollegorna Sophia Bush och Bethany Joy Lenz från One Tree hill. Den 25 april 2023 lanserade Burton även boken Grimoire Girl: A Memoir of Magic and Mischief.
Burton var tillsammans med Ian Prange, som arbetade som regiassistent på One Tree Hill. Sedan 2019 är hon gift med skådespelaren Jeffrey Dean Morgan. Burton och Morgan har två gemensamma barn, födda 2010 och 2018.

## Karriär
Burtons första stora framträdande var som gästkommentator för MTV:s program Total Request Live där hon sedan fick en permanent tjänst som en av kommentatorerna. År 2022 kunde man sedan se Burton i Dawsons Creek där hon spelade rollen som sig själv.
Burton slog därefter igenom som skådespelerska då hon medverkade som en av huvudrollerna, Peyton Sawyer i serien One Tree Hill i de sex första säsongerna. Serien hade premiär i USA den 23 september 2003. Hennes karaktär Peyton Sawyer är en av de populära cheerleaders på skolan, med stort intresse för musik och konst. Med denna roll blev Burton 2004 och 2005 nominerad i totalt 3 olika kategorier till Teen Choice Awards.
År 2007 startade Burton sitt eget produktionsbolag Southern Gothic Production (SoGoPro) tillsammans med Nick Grays, Kelly Tenney, James Burton och Meg Mortimer.
Idag har hon podcasten Drama Queens tillsammans med de tidigare kollegorna Sophia Bush och Bethany Joy Lenz från One Tree Hill. Där pratar de om tiden under serien och reagerar på avsnitt eller separata scener. De belyser även de negativa sidorna och nämner de problem som fanns inom produktionen.
I november 2017 då Metoo var som mest uppmärksammat skrev Burton tillsammans med flera andra kollegor från One Tree Hill ett öppet brev och berättade om de sexuella trakasserier och orättvisor de varit med om från produktionen.

## Filmografi i urval
- 2000–2004 & 2007–2008 – Total Request Live (TV-program, nio avsnitt)
- 2002 – Dawsons Creek (TV-serie) (avsnittet "100 Light Years from Home")
- 2003–2009 – One Tree Hill (TV-serie) (130 avsnitt)
- 2005 – Our Very Own
- 2007 – Normal Adolescent Behavior (även kallad A Story of a Teenager)
- 2007 – The List
- 2008 – Solstice
- 2008 – The Secret Life of Bees
- 2010 – Bloodworth
- 2010–2013 – White Collar (TV-serie) (25 avsnitt)
- 2013 – Grey's Anatomy (TV-serie) (tre avsnitt)
- 2013 – Hostages (TV-serie) (fyra avsnitt)
- 2014–2015 – Forever (TV-serie) (två avsnitt)
- 2015 – Good Ol' Boy
- 2015 – Extant (TV-serie) (sex avsnitt)
- 2016 – Summer Villa (TV-film)
- 2016–2017 – Lethal Weapon (TV-serie) (sex avsnitt)

### Övriga framträdande
- Jack's Mannequins musikvideo till låten "The Mixed Tape" (2005)

## Priser och nomineringar
| År   | Gala                   | Pris                                       | Resultat  | Film/TV-serie |
| ---- | ---------------------- | ------------------------------------------ | --------- | ------------- |
| 2004 | Teen Choice Award      | Choice Breakout TV Star - Female           | Nominerad | One Tree Hill |
| 2004 | Teen Choice Award      | Choice TV Actress - Drama/Action Adventure | Nominerad | One Tree Hill |
| 2005 | Teen Choice Award      | Choice TV Actress: Drama                   | Nominerad | One Tree Hill |
| 2006 | Sarasota Film Festival | "Outstanding Ensemble Acting"              | Vann      | Our Very Own  |